# احمد عبد الکریم
احمد عبد الکریم احمد (عربی: أحمد عبد الكريم أحمد؛ زادهٔ ۲۸ آوریل ۱۹۹۲) بوکسور اهل عراق است. او به نمایندگی از کشورش در بازی‌های المپیک تابستانی ۲۰۱۲ شرکت کرد.